# Devon Hughes
Devon Hughes (New Rochelle, Nueva York, 1 de agosto de 1972) es un luchador profesional estadounidense retirado, más conocido como D-Von Dudley en la WWE y, Brother Devon/Devon en la TNA.
Es conocido por su trabajo en la Extreme Championship Wrestling (ECW), World Wrestling Federation (WWF) y Total Nonstop Action Wrestling (TNA).
Además, forma parte del famoso equipo The Dudley Boyz/ Team 3D junto con el luchador Mark LoMonaco, siendo uno de los equipos más laureados en la historia de la lucha libre.
Entre sus logros destacan 23 campeonatos de parejas, siendo ocho veces Campeón en Parejas de la ECW, una vez Campeón Mundial en Parejas de la WCW, una vez Campeón en Parejas de la WWE, ocho veces Campeón Mundial en Parejas de la WWF/E, una vez Campeón Mundial en Parejas de la NWA, dos veces Campeón Mundial en Parejas de la TNA, una vez Super Campeón en Parejas de HUSTLE y una vez Campeón en Parejas de la IWGP. Además, también fue dos veces Campeón Televisivo de la TNA.

## Carrera

### Extreme Championship Wrestling (1996–1999)
D-Von y Bubba debutaron en la ECW, llegando a ser famosos por sus entrevistas y constantes apariciones. Su primera aparición ocurrió el 4 de mayo de 1996. Su primer logro en la empresa fue ganando el Campeonato por parejas de la ECW frente a The Eliminators en 1997. Semanas después The Eliminators recuperaron sus títulos frente a "Los Dudley Boyz". Continuarían este feudo en Barely Legal reteniendo The Eliminators los Campeonatos.
El 20 de junio, los Dudley Boyz recuperarían los Campeonatos en un Handicap Match frente a Kronus, un miembro de The Eliminators. Los perderían en Heat Wave frente a The Gangstas, pro los recuperarían en Hardcore Heaven por abandono. Pese a ello retendrían los títulos esa misma noche frente a PG-13. En "As good as it Gets" serían derrotados por Kronus y New Jack, perdiendo los títulos.
En November to Remember tendrían la oportunidad por los títulos en un Fatal 4 Way Match, pero ganaría la pelea los campeones de ese momento, The F.B.I., y no ganarían los títulos hasta 1998 frente a Rob Van Dam y Sabu. En November to Remember perderían los títulos de nuevo frente a Balls Mahoney y Masato Tanaka. 5 días después, Los Dudleys recuperarían los Campeonatos, pero un mes más tarde (el 13 de diciembre), perderían los títulos contra RVD y Sabu. En Guilty as Charged derrotarían a Spike Dudley y New Jack, pero Spike, junto con Nova les derrotaría en Living Dangerously.
El 17 de abril de 1999, los Dudleys capturarían su sexto Campeonato por parejas de la ECW, ya que Rob Van Dam reto a Devon en una lucha individual en el que el ganador se llevaba los títulos. En Hardcore Heaven retendrían los títulos frente a Balls Mahoney y Spike Dudley, pero el feudo continuó en Heat Wave, perdiendo los títulos, pero recuperándolos el 13 de agosto.
En ECW on TNN el siguiente día, perderían los campeonatos de nuevo frente a Mahoney y Spike, recuperándolos por última vez el 26 de agosto. Sin embargo los perderían esa misma noche frente a Raven y Tommy Dreamer.
Tras una lesión de Devon, se rumoreó de que los Duddleys iban a cambiar de marca, y así fue siendo traspasados a la WWF.

### World Wrestling Federation/Enteirnament (1999–2005)

#### 1999
En 1999, los Dudleys debutaron en la World Wrestling Federation, el 15 de junio después de varias promociones. No debutarían en un PPV hasta Unforgiven contra The Acolytes, perdiendo por una intervención de Stevie Richards. En Survivor Series, Bubba y D-Von perdieron un Tradicional Survivor Series Match, frente a The Godfather, D'Lo Brown y The Heabangers, y acompañados por The Acolytes. En diciembre de 1999, Se anunció para Armageddon una Battle Royal entre todos los equipos de ese momento, incluidos The Hardy Boyz y Edge y Christian. Pro la pelea al final la ganó The Acolytes, que ganaron una oportunidad por el Los Campeonatos de la WWF en el Royal Rumble.

#### 2000–2005
En los principios de 2000, Los Dudley boyz pelearían contra los Hardy Boyz en un Elimination Table Match en el Royal Rumble, perdiendo la pelea. Más tarde consiguieron una oportunidad por el campeonato por parejas de la WWF en No Way Out, derrotando a The New Age Outlaws y ganando el primer campeonato por parejas de la WWF. Sin embargo los perderían en WrestleMania 2000 en un Triple Threat Ladder Match contra los Hardy Boyz y Edge y Christian, ganando los títulos estos últimos.
Tuvieron varios feudos después de WrestleMania: contra Test y Albert, en Backlash, Big Show y Rikishi en Insurrextion y en un Double Tables Match contra D-Generation X en Judgment Day, todos estos siendo derrotados. D-Von participó en solitario en el torneo King of the Ring, siendo derrotado por Perry Saturn en la 1ª Ronda. En SummerSlam tendrían una oportunidad por el campeonato por parejas de la WWF en el primer TLC (mesas, escaleras y sillas) de la historia frente a Edge y Christian y The Hardy Boyz, pelea que ganarían estos primeros. En Unforgiven pelearían con The APA contra Right to Censor en un ganando Right to Censor.

### Total Nonstop Action Wrestling (2005–2014)

#### 2008–2010
El próximo feudo del Team 3D fue con el traidor de la X-Division Johnny Devine contra The Motor City Machine Guns y la X Division de la entera. El Team 3D y Devine pidieron en Against All Odds 2008 contra toda la X Division. Sin embargo, el Storyline fue malo. Brother Ray y Brother Devon ayudaron a Kurt Angle durante su feudo con A.J. Styles. Más tarde se enfeudaron con Christian Cage y Rhino. En Hard Justice, ellos pidieron frente a Christian Cage y Rhino en el New Jersey Street Fight. Ellos se enfeudaron también con Matt Morgan y Abyss, perdiendo contra ellos en No Surrender. En Bound for Glory IV, ellos participaron en el Monster's Ball match por los Campeonatos Mundiales en Parejas de TNA. 
El Team 3D apareció junto a The Main Event Mafia pero cambiaron a face by double crossing el stable y saltar con TNA Frontline líders Samoa Joe, A.J. Styles, and Rhino. Ellos acudieron a ayudar a Kurt Angle romper la mesa. 
En Lockdown, logró ganar su vigesimosegundo Campeonato Mundial en Parejas junto a Ray, tras derrotar a Beer Money, Inc., ganando el Campeonato Mundial en Parejas de la TNA, pero lo perdieron contra Beer Money gracias a The British Invasion. En Hard Justice, él y Ray pelearon contra Scott Steiner y Booker T por los títulos, pero el combate acabó sin resultado ya que ambos equipos hicieron la cuenta de tres al mismo tiempo, reteniendo estos últimos los títulos.
Ambos siguieron el feudo con Steiner y Booker T, y también se incorporaron otros equipos, como The British Invasion y Beer Money, Inc.. En No Surrender se enfrentaron en una pelea 8-Man Tag Team haciendo equipo con Beer Money, y también ganando el combate. Sin embargo, también entraron en feudo con estos, y los 4 equipos pactaron un Full Metal Mayhem Match en el que estaban en juego los Campeonatos por pareja de la TNA y los Campeonatos por pareja de la IWGP, ganando el Campeonato de la TNA The British Invasion y el y Ray los campeonato de IWGP. Posteriormente comenzó un feudo con el recién llegado Jesse Neal, luchando en Slammiversary VIII, siendo derrotado por Neal. Tras las semanas siguientes, Brother Devon mostró su desacuerdo con las acciones de Ray ante los ataques a Jesse Neal en los programas de Impact!, por lo que Ray decidió poner a prueba la "Lealtad" de Devon a Team 3D pactando una Triple Amenaza en Victory Road entre el, Jesse Neal y Brother Ray, la cual ganó Ray. Posteriormente siguió como face tras la llegada de los antiguos miembros de la ECW. Luego de esto se enfrentaron en Turning Point a The Motor City Machine Guns(Alex Shelley & Chris Sabin) por los Campeonatos Mundiales en Parejas de TNA siendo derrotados y retirándose como equipo.

#### 2011–2012
Tras su retiro como Team 3D, entró en un feudo con su antiguo compañero Bully Ray, tras esto se hizo face enfrentándose ambos en Genesis con una victoria de Ray por descalificación, después de la lucha ambos siguieron atacándose. Debido a aquello finalmente en Against All Odds Devon hizo equipo con sus hijos para enfrentarse a Ray en un Street Fight Match siendo derrotados, y después de la lucha continuó atacando a sus hijos. En venganza del ataque a sus hijos, Devon interfirió en Victory Road en la lucha entre Ray y Tommy Dreamer la cual era Falls Counts Anywhere Match aplicando junto a Dreamer un 3D a Ray para así provocar la derrota de Ray acabando el feudo. Luego empezó un corto feudo con Anarquía enfrentándose ambos en el Dark Match de Lockdown en un Steel Cage Match saliendo ganador. Posteriormente comenzó un feudo con D'Angelo Dinero, quien se acercaba los hijos de Devon, Terrence y Terrell, considerándole una mala influencia para ellos. Al participar de los Bound for Glory Series Match, tuvo algunas alianzas esporándicas con Dinero, ya que se enfrentaron en un Bound for Glory Series Match en Hardcore Justice siendo derrotado, hasta que Dinero le salvó de un ataque de Samoa Joe. Debido a esto comenzó a formar equipo con Dinero ganando una oportunidad frente a Mexican America (Hernandez & Anarquía) por los Campeonatos Mundiales en Parejas de TNA enfrentándose ambos equipos en No Surrender siendo derrotados. 
Sin embargo volvieron a tener una oportunidad a los Campeonatos Mundial en Parejas de TNA, enfrentando en Final Resolution a Matt Morgan & Crimson, pero fueron derrotados. Debido a su derrota, Dinero le insultó y sus hijos cambiaron a heel a atacarle y aliarse con Dinero. En Genesis, volvieron a enfrentarse. Durante el combate, los hijos de Devon cambiaron a face al no querer atacar a su padre. Finalmente, Devon ganó el combate. Luego de estar sin aparecer durante unas semanas, se enfrentó a Robbie E por el Campeonato Televisivo de TNA en el evento Victory Road, ganando la lucha y el campeonato. En Lockdown, Devon enfrentó nuevamente a Roobie E en la revancha, reteniendo el campeonato. En Sacrifice, defendió su título con éxito ante Robbie E y su aliado, Robbie T.
Durante las siguientes semanas, Robbie E y Robbie T siguieron interfiriendo en los combates titulares de Devon, contra Garett Bischoff el 24 de mayo y contra Jeff Hardy el 31. Debido a la interferencia de Roobie E y Roobie T durante su combate el 24 de mayo, Devon fue ayudado por Garett Bischoff, comenzando ambos un feudo contra Roobie E & Roobie T. En Slammiversary, Devon & Garett Bischoff derrotaron a Roobie E & Roobie T.
En Hardcore Justice derrotó a Kazarian, reteniendo el título. El 23 de agosto, a pesar de seguir siendo el campeón Televisivo, no renovó su contrato con la TNA y abandonó la empresa, sin embargo en Bound for Glory fue desenmascarado y revelado como uno de los miembros de Aces & Eights, cambiando a Heel. En Turning Point se enfrentó a Kurt Angle, siendo derrotado. El 6 de diciembre en Impact Wrestling recuperó el Campeonato de la Televisión derrotando a Samoa Joe con la ayuda de Aces & Eights. En Final Resolution formó parte del equipo de Aces & Eights que fue derrotado por Kurt Angle, Samoa Joe, Garett Bischoff y Wes Brisco. El 20 de diciembre en Impact Wrestling retuvo el título contra Kurt Angle luego de la interferencia de Aces & Eights.

#### 2013–2014

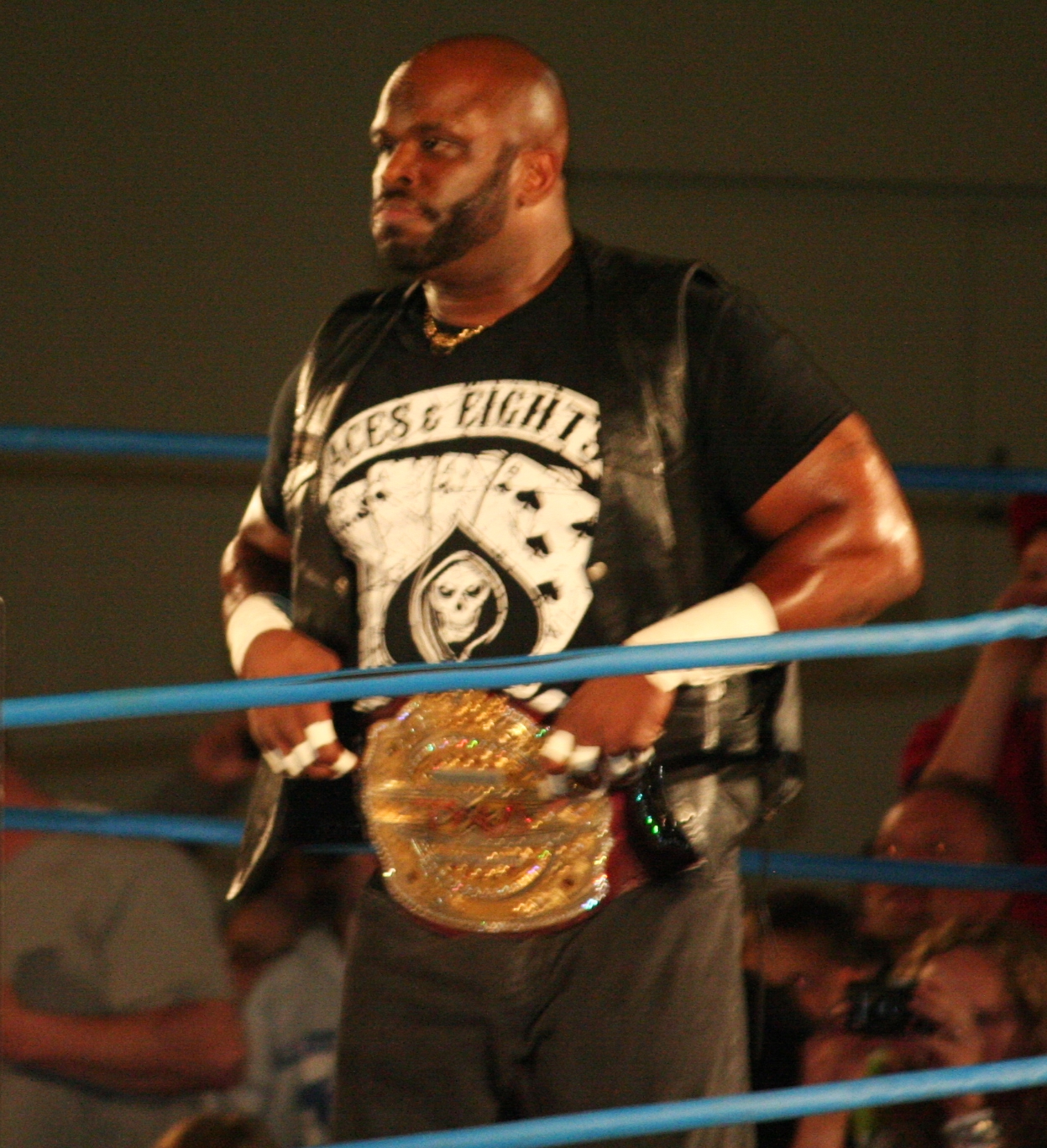
Devon como Campeón de la Televisión de TNA.

En Genesis se pactó un combate con Joseph Park, a quien habían secuestrado meses atrás. En el evento logró derrotarle y, tras el combate, Devon comenzó a atacarle. Su feudo continuó hasta Slammiversary XI, donde se pactó un combate entre él y Park, pero antes de que sucediera, él y su hermano atacaron a Park tras bastidores, dejándole incapacitado para el combate. Esa misma noche, Devon obligó al árbitro a iniciar el combate, ganándolo por cuenta de fuera. Sin embargo, Abyss hizo su regreso, perdiendo el Campeonato Televisivo de la TNA al ser derrotado. El 22 de agosto fue despedido de TNA, luego de que Aces & Eights fueran derrotados por Main Event Mafia, siendo él quién recibió la cuenta de tres por parte de A.J. Styles. Hughes confirmó más tarde que su salida de TNA era legítima.
Devon volvió a la TNA como face en Slammiversary XII para ser inducido al Salón de la Fama de la TNA junto a Bully Ray como Team 3D. Más tarde se anunció que había vuelto a la TNA a tiempo completo. Devon hizo su regreso a Impact Wrestling salvando a Bully Ray y Tommy Dreamer de Rhino y Ethan Carter III que culminó en Carter recibiendo un «3D» a través de una mesa. En Bound for Glory, Team 3D derrotó a Tommy Dreamer y Abyss. El evento fue la fecha final contratada para cada miembro de Team 3D.

### WWE (2015-presente)

#### 2015
El 24 de agosto, regresó junto a Bubba Ray Dudley como The Dudley Boyz donde después de una victoria de Los Campeones en Parejas de la WWE, The New Day (Big E, Kofi Kingston & Xavier Woods), ejecutaron el What's Up y el 3D (este último sobre una mesa) sobre Xavier Woods iniciando un feudo con estos últimos. En Night of Champions, The Dudley Boyz derrotaron a The New Day por descalificación, ya que Woods intervino a favor de The New Day. En Hell in a Cell, fueron derrotados por The New Day. En Survivor Series, participaron en el Traditional Survivor Series Elimination Tag Team Match, formando equipo con Goldust, Neville y Titus O'Neil, derrotando a Stardust, The Ascension, The Miz & Bo Dallas.

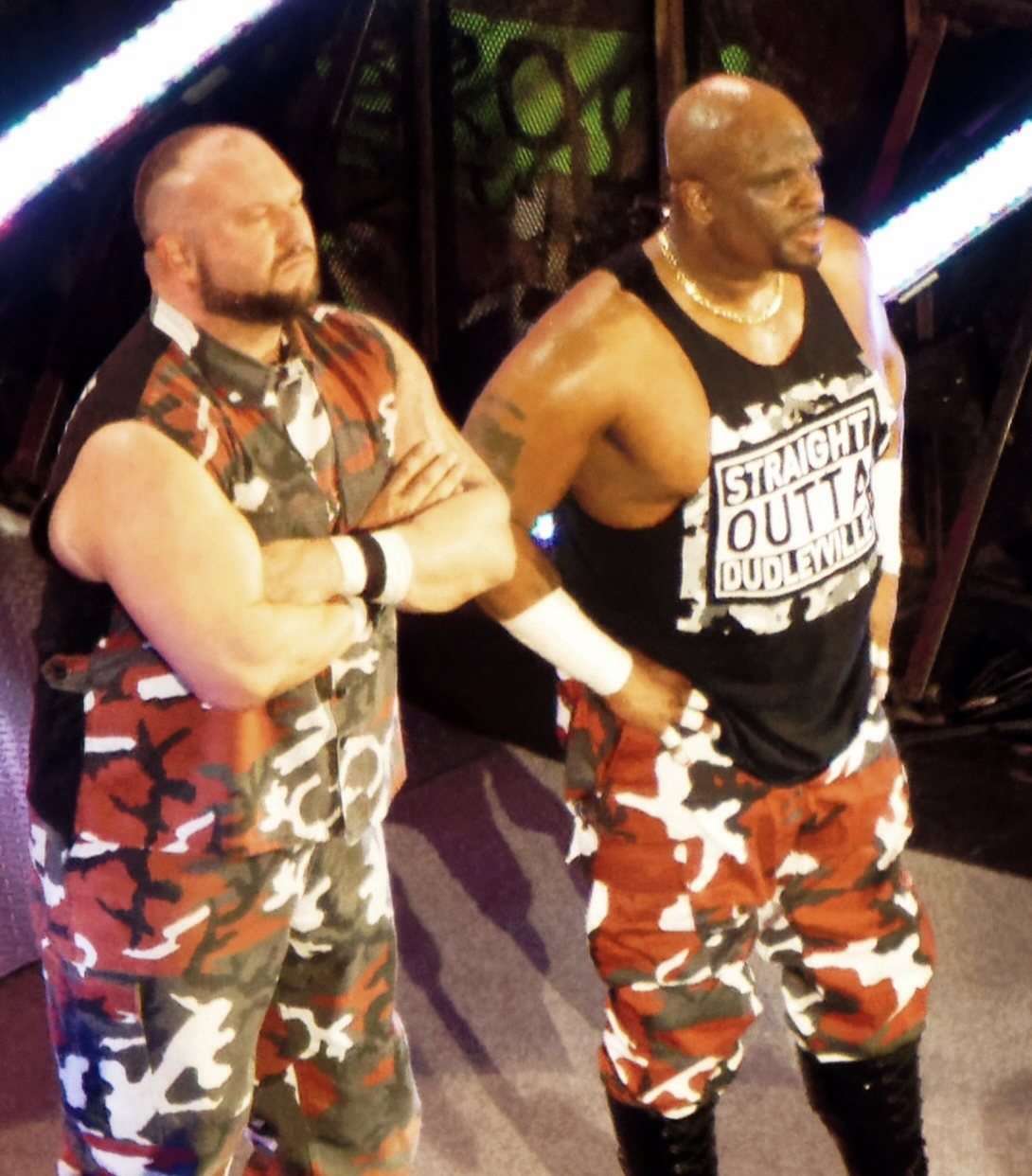
D-Von junto a Bubba Ray en su regreso a WWE.

En diciembre de 2015, The Dudley Boyz y The Wyatt Family comenzaron un feudo, donde Tommy Dreamer y Rhyno hicieron su regreso para enfrentarse junto a The Dudley Boyz donde se rebautizaron como The ECW Originals. En TLC, fueron derrotados por The Wyatt Family en un Tables Elimination Match. Al día siguiente en Raw, fueron derrotados por los mismos en un Hardcore Match.

#### 2016
El 8 de febrero en Raw, The Dudley Boyz cambiaron a heel por primera vez desde el 2004 en la WWE cuando atacaron a The Usos después de una 8-man Tag Team Tables Match, la cual participaron también The New Day y Mark Henry. En Wrestlemania 32, fueron derrotados por The Usos y después de la lucha, quebraron su promesa de no usar mesas en una lucha y lo usaron para castigar a sus oponentes pero The Usos los revirtieron y éstos lo usaron en contra de los Dudley Boyz. Al día siguiente, nuevamente se enfrentaron ante The Usos y esta vez, los derrotaron en un Tables Match. Tras su victoria, fueron confrontados por Enzo Amore & Colin Cassady, quienes hicieron su debut en WWE.
Posteriormente, participaron en un torneo para definir a los retadores #1 de los Campeonatos en Parejas de WWE pero en la fase final, fueron derrotados por Enzo & Cass. El 19 de julio en SmackDown, fue enviado junto con Bubba Ray Dudley a Raw como parte del Draft.
Tras varias luchas en WWE, en SummerSlam, fueron derrotados por Sami Zayn y Neville siendo esta, su última lucha en WWE. Al día siguiente en Raw, Bubba y D-Von anunciaron su retiro de la lucha libre pero fueron interrumpidos por The Shining Stars, a quienes atacaron, cambiando a face. Tras esto, trataron de aplicar un 3D a Primo sobre una mesa pero fueron atacados por Gallows & Anderson.
El 22 de enero de 2018 con motivo de Raw 25 Years, los Dudley Boyz regresaron solo por una noche, al interrumpir una pelea entre Heath Slater & Rhyno y Titus Worldwide, dándole un Dudley Death Drop a Heath Slater a través de una mesa.
Los Dudley Boyz fueron incluidos en la Clase del Salón de la Fama de la WWE de 2018.
En julio de 2019 durante Raw Reunion, D-Von regresó en una aparición única para estar en la esquina de The Revival en un combate por equipos contra The Usos con Rikishi en su esquina, en un esfuerzo perdido.

## En lucha
- Movimientos finales
  - Piledriver[1] (ECW) – 1996–1998
  - Saving Grace (Lifting falling inverted DDT)[1][12] – 1999–2011
  - Testify (Rope hung neckbreaker)[1] – 2002–2016
  - Snap scoop powerslam pin[1] – 2003; Usado como movimiento de firma entre 1996–2002, 2004–2016
  - RDS / Ron Damn Simmons (WWE) / Thrust spinebuster[13] (TNA) – 2012–2016; adaptado de Ron Simmons
  - Short-arm lariat —2016
- Movimientos de firma
  - Corkscrew back elbow smash[1]
  - Diving headbutt[1]
  - Falling powerbomb[12]
  - Inverted DDT[1]
  - Leaping shoulder block[1]
  - Lou Thesz press seguido de múltiples puñetazos[12]

- Managers
  - Sign Guy Dudley[1]
  - Cousin Steve[1]
  - Johnny Rodz[1]
  - Johnny Devine[1]

## Campeonatos y logros
- All Japan Pro Wrestling

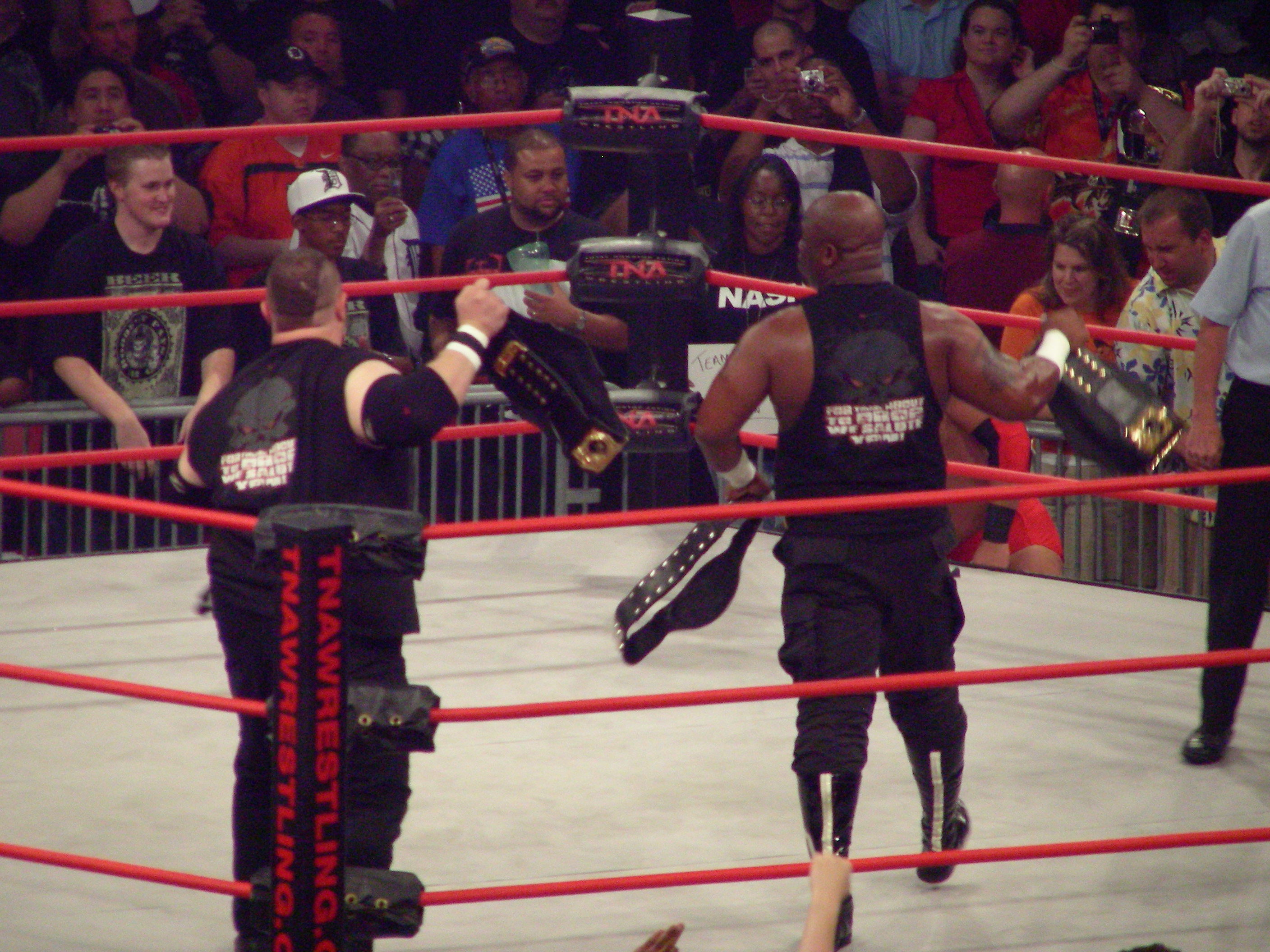
Team 3D como Campeones Mundiales en Parejas de TNA y Campeones en Parejas de IWGP.

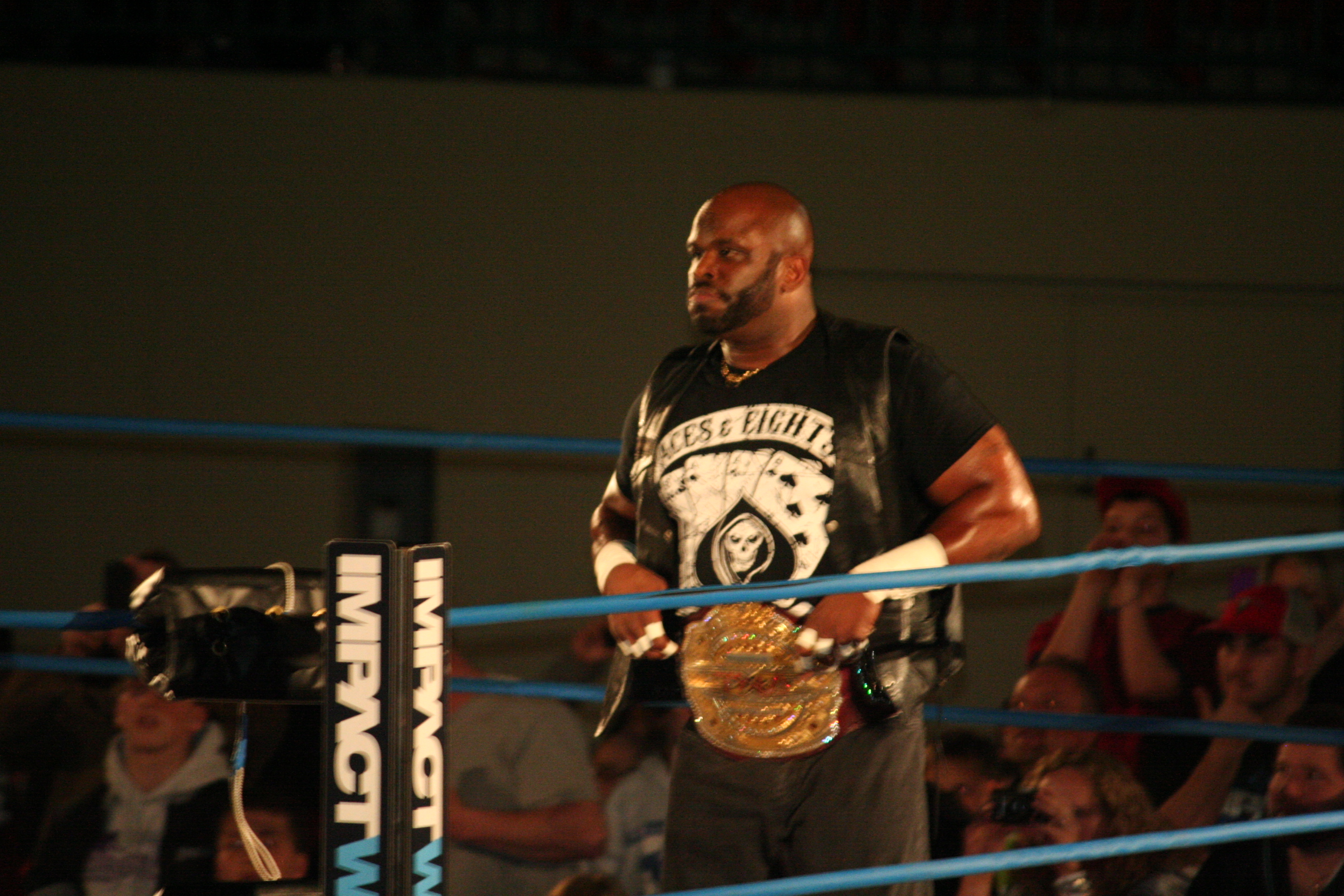
Devon en su segundo reinado como Campeón Televisivo de la TNA.

  - World's Strongest Tag Team League (2005) – con Brother Ray

- Extreme Championship Wrestling
  - ECW World Tag Team Championship (8 veces) – con Buh Buh Ray Dudley

- HUSTLE
  - HUSTLE Super Tag Team Championship (1 vez) – con Brother Ray

- New Japan Pro Wrestling
  - IWGP Tag Team Championship (2 veces) – con Brother Ray

- Total Nonstop Action Wrestling
  - NWA World Tag Team Championship (1 vez) – con Brother Ray
  - TNA Television Championship (2 veces)
  - TNA World Tag Team Championship (2 veces) – con Brother Ray
  - TNA Hall of Fame (2014)
  - TNA Year End Awards (1 vez)
    - Tag Team of the year (2005) con Brother Ray

- World Wrestling Federation/Entertainment
  - WCW Tag Team Championship (1 vez) – con Bubba Ray Dudley
  - WWE Tag Team Championship (1 vez) – con Bubba Ray Dudley
  - WWE World Tag Team Championship (8 veces) – con Bubba Ray Dudley
  - WWE Hall of Fame (2018)[14]

- World Wrestling Organization
  - WWO International Championship (1 vez)

- Pro Wrestling Illustrated
  - Equipo del año (2001) con Bubba Ray (The Dudley Boyz)[15]
  - Equipo del año (2009) con Brother Ray (Team 3D)[16]
  - Lucha del año (2000) con Bubba Ray vs. The Hardy Boyz vs. Edge & Christian (WrestleMania 2000, 2 de abril)
  - Lucha del año (2001)  con Bubba Ray vs. The Hardy Boyz vs. Edge & Christian (WrestleMania X-Seven, 1 de abril)
  - PWI puesto N ° 36 de los 500 mejores luchadores individuales de los PWI 500 en 2001

- Wrestling Observer Newsletter
  - WON Peor lucha del año - 2006 TNA Reverse Battle Royal en TNA Impact!
  - Worst Gimmick (2012, 2013) Aces & Eights[17][18]

- Otros títulos
  - NEW United States Championship (1 vez)
  - NSWA United States Championship (1 vez)